# Fissistigma tientangense
Fissistigma tientangense Tsiang & P.T.Li – gatunek rośliny z rodziny flaszowcowatych (Annonaceae Juss.). Występuje endemicznie w południowych Chinach – w prowincji Hajnan oraz w południowo-wschodniej części regionu autonomicznego Kuangsi. 

## Morfologia
PokrójZimozielone i zdrewniałe liany dorastające do 9 m wysokości. Młode pędy są owłosione.
LiścieMają kształt od podłużnego do podłużnie eliptycznego. Mierzą 8,5–17,5 cm długości oraz 3,5–6 cm szerokości. Są skórzaste, owłosione i mające żółtawą barwę od spodu. Nasada liścia jest zaokrąglona. Blaszka liściowa jest o zaokrąglonym wierzchołku. Ogonek liściowy jest owłosiony i dorasta do 3–5 mm długości.
KwiatySą pojedyncze lub zebrane po 2–4 w wiechy o owłosionych i żółtawych osiach, rozwijają się naprzeciwlegle do liści. Działki kielicha mają trójkątny kształt, są owłosione od wewnętrznej strony i dorastają do 4 mm długości. Płatki zewnętrzne mają podłużnie lancetowaty kształt, są owłosione od wewnątrz i osiągają do 25 mm długości, natomiast wewnętrzne sa lancetowate, także owłosione od wewnętrznej strony i mierzą 20 mm długości. Kwiaty mają owłosione słupki o podłużnie owalnym kształcie i długości 2–3 mm. Podsadki mają owalnie lancetowaty kształt.
OwoceZebrane w owoc zbiorowy o kulistym kształcie. Są omszone, osadzone na szypułkach. Osiągają 16 mm średnicy.

## Biologia i ekologia
Rośnie w lasach. Występuje na wysokości do 600 m n.p.m. Kwitnie od marca do listopada, natomiast owoce pojawiają się od lipca do grudnia.